# Boyo (Département)
Boyo ist ein Département der Region Nord-Ouest in Kamerun.
Auf einer Fläche von 1592 km² leben nach der Volkszählung 2001 169.725 Einwohner. Die Hauptstadt ist Fundong.

## Gemeinden
1. Belo
2. Fonfuka
3. Fundong
4. Njinikom